# Piknik ob jezeru
Piknik ob jezeru je slovenska živalska pravljica v obliki slikanice pisateljice Damjane Bihar, ki je prvič izšla leta 1998. Avtorica je knjigo posvetila svojim otrokom. Ilustriral jo je Andrej Adamek, režiser lutkovnih predstav, pisec glasbe za otroke (Doktor Škrat, Strah) in animator lutk. Od leta 1991 je režiral več predstav: Kužek in muca (1991), Črviva zgodba (1992), Koko leva, koko desna (1998), Rokec na drugem koncu sveta (2002) in druge.

## Zgodba
Živali v gozdu je prebudilo zvončkljanje, ki  je postajalo vse glasnejše in glasnejše. Vse so se spraševale, kaj pomeni. Jelen, ki je zajtrkoval na gozdni jasi, je začudeno dvignil glavo, veverica je splezala na najvišje drevo, da bi videla, kaj se dogaja, medved pa je le zabrundal, kaj pomeni ves ta hrup, zdelo se mu je, kot da bi nekaj gorelo. Ko so se vse živali zbrale, je miška predlagala, da bi imeli piknik ob jezeru. Vse so bile navdušene nad predlogom in odhitele so iskat stvari, ki jih bodo vzele s seboj.
Krenili so na pot, na kateri so srečali še ježa, pikapolonico in mravljico, ki so se jim pridružili. Skoraj so že prešli pol poti, ko jim je pot prekrižal velik kamen. Živali so ugotavljale, da se je verjetno skotalil s hriba in padel ravno na njihovo pot. Desno ob potki se je vil globok potok, na levi strani pa se je dvigoval visok hrib, zato male živali niso mogle nadaljevati poti. Medved, srna, žaba in jelen bi že lahko prišli čez kamen, toda za veverico, mravljico, pikapolonico in ježa je bil prevelika ovira. Svojo pomoč je ponudil medved, ki je predlagal, naj živali splezajo na njegov hrbet, da jih prenese čez vodo. Toda zajček se je spomnil, da lahko ob dežju potok še bolj naraste in miška se je zbala, da ne bo mogla čez potok, kadar se ji bo kam mudilo. Srna je predlagala, da bi s skupnimi močmi premaknili kamen, metuljček pa je kamen obletaval in razmišljal, kako bi ga odstranili. Menil je, da bi ga medved zagotovo lahko premaknil, saj je najmočnejši med vsemi. Medved je poskušal, pridružile so se mu še ostale živali, toda ni jim uspelo. Mravlja je povedala, da potrebujejo debelejšo vejo, ki bo jo zataknili pod kamen, pod njo bi dali manjši kamen in se vsi uprli v vejo in zvalili velik kamen v vodo. Vse živali so ostale brez besed in se spraševale, kako se nobena od njih ni mogla spomniti česa takega. Jelen je našel v grmovju vejo, veverica in zajček sta privalila manjši kamen, medved je vejo zataknil pod kamen, veverica in zajček pa sta manjši kamen zataknila pod njo. Vse male živalce so splezale nanjo, velike živali pa so se z vso močjo uprle. Kamen se je res premaknil in pljusknil v vodo. Nadaljevali so pot in prišli do jezera, kjer so rajali do trdne noči.

## Analiza pravljice
- Književni (dogajalni) prostor: gozd.

- Književni ( dogajalni) čas: zgodba se dogaja en dan, od ranega jutra do trdne noči.

- Književne osebe: glavne: zajček, medved, mravljica, jelen, veverica; stranske: detel, miška, šoja, pikapolonica, jež, srna, metulj.

- Pripovedovalca: prvoosebni, tretjeosebni.

- Motiv: ovira na poti.

- Temi: velik kamen na poti, piknik ob jezeru.

- Sporočilo: Vedno se najde pot do cilja.

- Slog: pomanjševalnice: miška, zajček, detelček, mravljica, metuljček; okrasni pridevki: trdna (noč), glasno (zvončkljanje), zaspane (oči), bogate (krošnje dreves), topli (žarki) ...

- Pomembni dogodki: zvončkljanje v gozdu, ki povzroči zbor živali na jasi, odločitev za piknik ob jezeru, prepreka na poti – najpomembnejši dogodek v pravljici, razrešitev težave.

## Liki in interpretacija dela
Piknik ob jezeru je živalska pravljica, v njej zasledimo tipične pravljične prvine: dogajalni prostor in čas nista natančno določena (npr. komaj je vzšlo sonce, v gozdu), živali imajo človeške lastnosti (govorijo), začetek s časovno definicijo (komaj je vzšlo sonce), razrušitev ravnovesja (zajčka zbudi glasno zvončkljanje, kar zmoti gozdno blagostanje). Zaplet pravljice predstavlja ovira na poti – kamen. Rešitve se domisli mravljica, njen načrt uspe, zato dobi vlogo rešiteljice oz. junakinje. V razpletu pravljice spravijo živali kamen s poti in se odpravijo  do jezera, kjer imajo piknik. 
Liki so personificirane živali. Majhne živali so poimenovane s pomanjševalnicami (zajček, metuljček, detelček, srnica, miška), edina žival, ki ni poimenovana s pomanjševalnico, je medved, ki v pravljici ni neusmiljena zver, ampak prijazen lik, pripravljen pomagati prijateljem v stiski. To se pokaže v trenutku, ko reče malim živalim, naj splezajo nanj, da jih prenese čez vodo. Vse živali so predstavljene pozitivno, nobena ni ošabna, zvita. Vse si pomagajo in se razumejo.

## Motivno-tematske povezave
Motiv piknika zasledimo tudi v pravljicah Medvedji piknik, ki jo je napisala Nina Mazi leta 1995, in Piknik pikapolonic, ki jo je zapisal Jože Snoj leta 1976. 

## Vir
- Damjana Bihar: Piknik ob jezeru. Novo mesto: Knjižna zbirka Ana, 1998. (COBISS)